# Bobota
Bobota (en hongrois Nagyderszida) est une commune roumaine du județ de Sălaj, dans la région historique de Transylvanie et dans la région de développement du Nord-ouest.

## Géographie

Localisation de Bobota dans le județ de Sălaj.

La commune de Bobota est située dans la nord-ouest du județ, à la limite avec le județ de Satu Mare, au bord de la Crasna, à 23 km au nord de Șimleu Silvaniei et à 34 km au nord-ouest de Zalău, le chef-lieu du județ.
La municipalité est composée des trois villages suivants (population en 2002) :
- Bobota (1 483), siège de la commune ;
- Derșida (1 918) ;
- Zalnoc (630).

## Histoire
La première mention écrite de la commune date de 1205 sous le nom de Dobur.
La commune, qui appartenait au royaume de Hongrie, faisait partie de la principauté de Transylvanie et elle en a donc suivi l'histoire.
Après le compromis de 1867 entre Autrichiens et Hongrois de l'empire d'Autriche, la principauté de Transylvanie disparaît et, en 1876, le royaume de Hongrie est partagé en comitats. Bobota intègre le comitat de Szilágy (Szilágymegye).
À la fin de la Première Guerre mondiale, l'Empire austro-hongrois disparaît et la commune rejoint la Grande Roumanie.
En 1940, à la suite du deuxième arbitrage de Vienne, elle est annexée par la Hongrie jusqu'en 1944. Elle réintègre la Roumanie après la Seconde Guerre mondiale.

## Politique
Le Conseil Municipal de Bobota compte 13 sièges de conseillers municipaux. À l'issue des élections municipales de juin 2008, Aurel Sarca (PSD) a été élu maire de la commune.
| Parti                                                | Nombre de conseillers |
| ---------------------------------------------------- | --------------------- |
| Parti social-démocrate (PSD)                         | 5                     |
| Parti national libéral (PNL)                         | 4                     |
| Parti démocrate-libéral (PD-L)                       | 3                     |
| Parti de la Nouvelle Génération - Chrétien-démocrate | 1                     |

## Démographie

### Ethnies
En 1910, à l'époque austro-hongroise, la commune comptait 2 730 Roumains (84 %) et 400 Hongrois (12,31 %).
En 1930, on dénombrait 3 379 Roumains (85,31 %), 317 Hongrois (8,00 %), 89 Juifs (2,25 %), 111 Slovaques (2,80 %) et 63 Roms (1,59 %).
En 1956, après la Seconde Guerre mondiale, 4 417 Roumains (94,26 %) côtoyaient 122 Hongrois (2,60 %), 116 Roms (2,48 %) et 30 Slovaques (0,64 %).
En 2002, la commune comptait 3 451 Roumains (85,61 %), 37 Hongrois (0,91 %) et 537 Roms (13,32 %). On comptait à cette date 1 510 ménages et 1 358 logements.

### Religions
En 2002, la composition religieuse de la commune était la suivante :
- Chrétiens orthodoxes, 93,77 % ;
- Pentecôtistes, 2,05 % ;
- Grecs-Catholiques, 1,71 % ;
- Baptistes, 0,99 %.

## Économie
L'économie de la commune repose sur l'agriculture (137 ha de vignes notamment) et l'élevage. Une mine de lignite est en exploitation sur le territoire communal.

## Communications

### Routes
Bobota est située sur la route nationale DN1F (route européenne 81) Zalău-Satu Mare.

### Voies ferrées
Bobota est desservie par la ligne de chemin de fer Sărmășag-Carei.

## Lieux et monuments

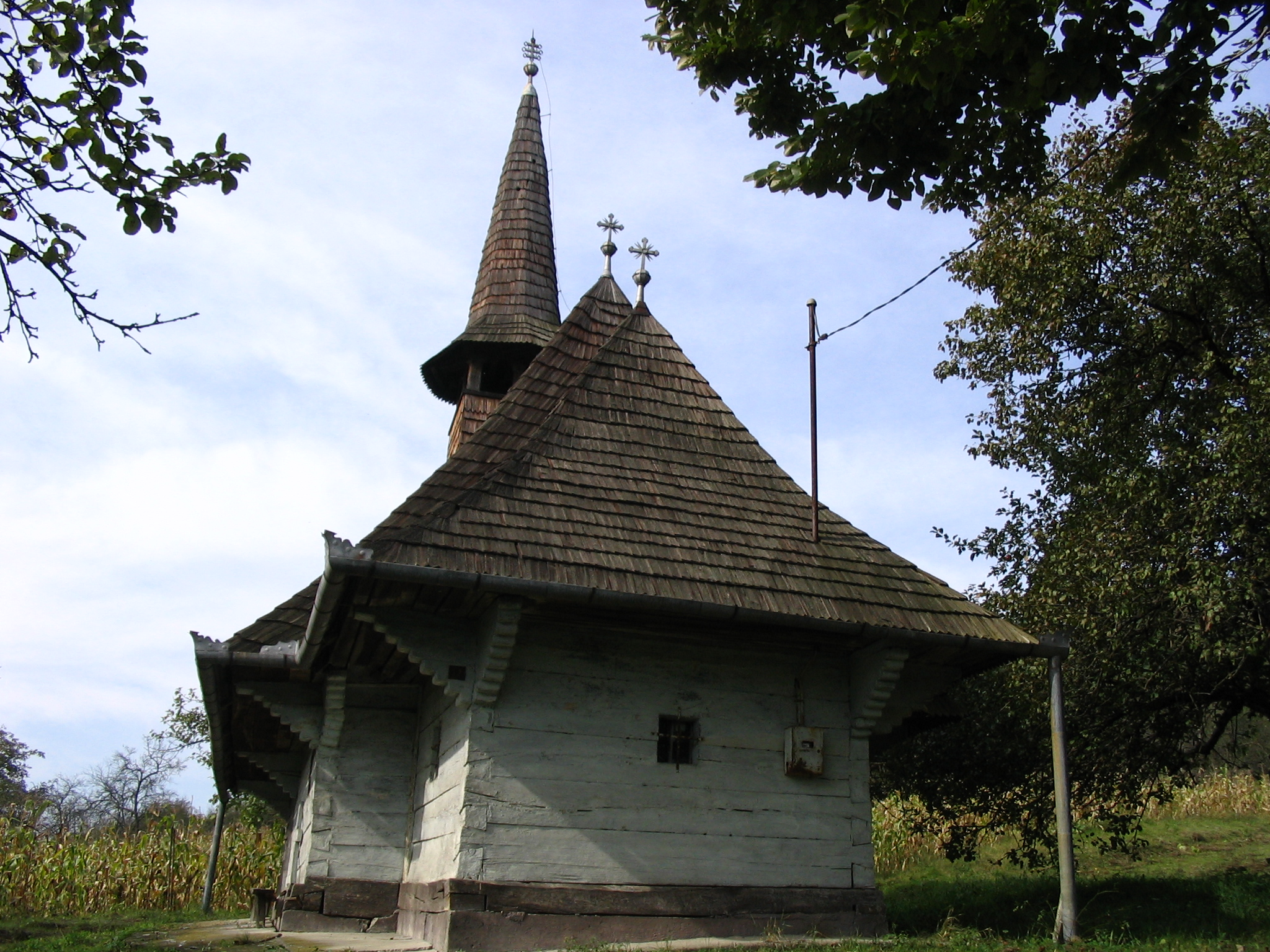
L'église en bois de Zalnoc

- Derșida, église en bois des Sts Archanges datant de 1700[6].

- Zalnoc, église en bois des Sts Archanges datant de 1700.

## Personnalité
- Corneliu Coposu (1914-1995), homme politique roumain, président du Parti national paysan après la chute du communisme.